# Canton de la Force
Le canton de la Force, précédemment nommé canton de Laforce, est une ancienne division administrative française située dans le département de la Dordogne, en région Aquitaine.

## Historique
- Le canton de Laforce, devenu en 1958 le canton de la Force, est l'un des cantons de la Dordogne créés en 1790, en même temps que les autres cantons français. Il a d'abord été rattaché au district de Bergerac avant de faire partie de l'arrondissement de Bergerac[1].

- De 1833 à 1845, les cantons de Laforce et de Villamblard avaient le même conseiller général. Le nombre de conseillers généraux était limité à 30 par département[2].

### Redécoupage cantonal de 2014-2015
Par décret du 21 février 2014, le nombre de cantons du département est divisé par deux, avec mise en application aux élections départementales de mars 2015. Le canton de la Force est supprimé à cette occasion. Onze de ses douze communes sont alors rattachées au canton du Pays de la Force dont le bureau centralisateur est fixé à Prigonrieux, la dernière, Les Lèches, étant rattachée au canton de la Vallée de l'Isle (bureau centralisateur : Neuvic).

## Géographie
Ce canton était organisé autour de son chef-lieu La Force dans l'arrondissement de Bergerac. Son altitude variait de 6 m (Le Fleix) à 167 m (Les Lèches) pour une altitude moyenne de 77 m.

## Représentation

### Conseillers généraux de 1833 à 2015
Avant 1833, les conseillers généraux étaient désignés, et ne représentaient pas un canton déterminé.
| Période | Période      | Identité                       | Étiquette           | Qualité |
| ------- | ------------ | ------------------------------ | ------------------- | --- |
| 1833    | 1842 (décès) | Pierre François de Larigaudie  |                     | Maire de Saint-Hilaire-d'Estissac |
| 1842    | 1885 (décès) | Bertrand Boudet de Montplaisir | Droite              | Propriétaire Maire du Fleix, conseiller d'arrondissement                                                                                     |
| 1885    | 1910         | Clément Clament                | Rad. puis RG        | Médecin Maire de La Force, conseiller d'arrondissement Député (1890-1924)                                                                    |
| 1910    | 1935 (décès) | Fernand de La Chapelle         | Libéral             | Médecin à La Force |
| 1935    | 1940         | Octave Guittard                | Rad.                | Médecin Maire de La Force, conseiller d'arrondissement                                                                                       |
|         |              |                                |                     | |
| 1945    | 1973         | Henry Rey-Lescure              | SFIO puis PS        | Médecin Adjoint au maire de La Force Suppléant du député Louis Pimont (1962-1968)                                                            |
| 1973    | 1979         | Félix Louvet                   | UDR puis SE         | Retraité Maire de Prigonrieux (1973-1977) |
| 1979    | 2004         | François Lasternas             | PS puis MDC puis PS | Chef technicien à France Télécom Maire de Prigonrieux (1977-2008) Président de la communauté de communes Dordogne-Eyraud-Lidoire (2001-2008) |
| 2004    | 2015         | Armand Zaccaron                | PCF                 | Instituteur retraité Maire de La Force (2001-2020) Président de la communauté de communes Dordogne-Eyraud-Lidoire                            |

### Conseillers d'arrondissement (de 1833 à 1940)
| Période                                  | Période      | Identité                                    | Étiquette                      | Qualité |
| ---------------------------------------- | ------------ | ------------------------------------------- | ------------------------------ | --- |
| Les données manquantes sont à compléter. |              |                                             |                                | |
| 1833                                     | 1839         | Pierre François Meynardie de Ponterie-Escot |                                | Juge suppléant au Tribunal, propriétaire à Meynard, maire de Prigonrieux                                    |
| 1839                                     | 1842         | Bertrand Boudet de Monplaisir               |                                | Propriétaire au Fleix                                                                                       |
| 1842                                     | 1848         | M. de Lajaunie                              |                                | Propriétaire à Prigonrieux                                                                                  |
|                                          |              |                                             |                                | |
| 1852                                     | 1867         | André Gast                                  |                                | Juge de paix à Laforce                                                                                      |
| 1867                                     | 1884 (décès) | J. Dessaignes                               | Conservateur                   | Maire des Lesches                                                                                           |
| 1884                                     | 1885         | Clément Clament                             | Rad. puis RG                   | Médecin, maire de La Force                                                                                  |
| 1885                                     | 1907         | Jean Erosthène Augiéras                     | Droite puis Républicain rallié | Maire de Saint-Géry                                                                                         |
| 1907                                     | 1910         | M. de La Chapelle                           | Républicain                    | Médecin |
| 1910                                     | 1925         | André Rousseau                              |                                | Secrétaire général du comice agricole, cultivateur à La Force                                               |
| 1925                                     | 1935         | Octave Guittard                             | Rad.                           | Docteur en médecine à La Force                                                                              |
| 1935                                     | 1937         | Guillaume-Camille Chandou                   | Radical                        | Président de la société de secours mutuel du Fleix                                                          |
| 1937                                     | 1940         | M. Guionneaud                               | Radical                        | |
| 1940                                     |              |                                             |                                | Les conseils d'arrondissement ont été suspendus par la loi du 12 octobre 1940 et n'ont jamais été réactivés |

Sources : "Annuaires et calendriers 1789-1842 " sur le site des archives départementales de la Dordogne. https://archives.dordogne.fr/r/72/fonds-imprimes/annuaires-et-calendriers?arko_default_6076b1c79b335--ficheFocus=

## Composition
Le canton de la Force regroupait douze communes et comptait 12 342 habitants (population municipale) au 1er janvier 2011.
| Communes                 | Population (2012) | Code postal | Code Insee |
| ------------------------ | ----------------- | ----------- | ---------- |
| Bosset                   | 197               | 24130       | 24051      |
| Le Fleix                 | 1 435             | 24130       | 24182      |
| La Force                 | 2 546             | 24130       | 24222      |
| Fraisse                  | 147               | 24130       | 24191      |
| Ginestet                 | 771               | 24130       | 24197      |
| Les Lèches               | 332               | 24400       | 24234      |
| Lunas                    | 357               | 24130       | 24246      |
| Monfaucon                | 278               | 24130       | 24277      |
| Prigonrieux              | 4 113             | 24130       | 24340      |
| Saint-Georges-Blancaneix | 237               | 24130       | 24413      |
| Saint-Géry               | 217               | 24400       | 24420      |
| Saint-Pierre-d'Eyraud    | 1 712             | 24130       | 24487      |

## Démographie
| 1962  | 1968  | 1975  | 1982  | 1990   | 1999   | 2006   | 2007   | 2012   |
| ----- | ----- | ----- | ----- | ------ | ------ | ------ | ------ | ------ |
| 7 637 | 8 085 | 8 614 | 9 725 | 10 996 | 11 399 | 11 802 | 11 955 | 12 479 |